# The Best
The Best – album Urszuli, wydany w 2002 roku nakładem wydawnictwa BMG Poland z okazji 20-lecia pracy artystycznej wokalistki.
Na pierwszej płycie zebrano 12 największych przebojów Urszuli, skomponowanych przez Stanisława Zybowskiego. Kompilację wzbogacił także jeden premierowy utwór „To, co było raz (nie wróci już)”, który ukazał się na singlu promującym album. Na drugiej płycie, w wersjach koncertowych, umieszczono 11 utworów – 5 przebojów z okresu współpracy z Budką Suflera, 5 rockowych z lat 90 i cover „Rock and Rolla” z repertuaru Led Zeppelin.
Album uzyskał status złotej płyty.

## Lista utworów
CD1
1. „To, co było raz” (muz. S. Zybowski / U. Kasprzak, sł. U. Kasprzak) – 4:34 - utwór premierowy.
2. „Na sen” (muz. S. Zybowski, sł. U. Kasprzak) – 4:28. Z albumu Biała Droga.
3. „Czy to miłość to co czuję” (muz. S. Zybowski, sł. B. Olewicz) – 5:01. Z albumu Akustycznie.
4. „Anioł wie” (muz. S. Zybowski, sł. U. Kasprzak) – 4:07. Z albumu Supernova.
5. „Żegnaj więc” (muz. S. Zybowski, sł. U. Kasprzak) – 4:36. Z albumu Supernova.
6. „Dnie-ye!” (muz. S. Zybowski, sł. U. Kasprzak) – 4:03. Z albumu Supernova.
7. „Coraz mniej” (muz. S. Zybowski, sł. B. Olewicz) – 4:47. Z albumu Akustycznie.
8. „O nim” (muz. S. Zybowski, sł. U. Kasprzak) – 3:12. Z albumu Supernova.
9. „Niebo dla Ciebie” (muz. S. Zybowski, sł. U. Kasprzak) – 4:37. Z albumu Biała Droga.
10. „Rysa na szkle” (muz. S. Zybowski, sł. B. Olewicz) – 4:36. Z albumu Supernova.
11. „Ja płaczę” (muz. S. Zybowski, sł. U. Kasprzak) – 3:31. Z albumu Biała Droga.
12. „Klub samotnych serc” (muz. S. Zybowski, sł. U. Kasprzak) – 5:02. Z albumu Udar.
13. „Piesek twist” (muz. S. Zybowski, sł. U. Kasprzak) – 4:24. Z albumu Udar.

CD2
1. „Intro” – 1:38
2. „Za Twoje zdrowie mała” (muz. R. Lipko, sł. M. Dutkiewicz) – 4:08.
3. „Malinowy król” (muz. R. Lipko, sł. M. Dutkiewicz) – 5:26.
4. „Fatamorgana” (muz. R. Lipko, sł. M. Dutkiewicz) – 4:36.
5. „Obawa” (muz. S. Zybowski, sł. U. Kasprzak) – 4:07.
6. „Depresja” (muz. S. Zybowski, sł. U. Kasprzak) – 3:35.
7. „Biała droga” (muz. S. Zybowski, sł. U. Kasprzak) – 5:47.
8. „Totalna hipnoza” (muz. R. Lipko, sł. M. Dutkiewicz) – 5:36.
9. „Niebo dla Ciebie” (muz. S. Zybowski, sł. U. Kasprzak) – 4:38.
10. „Konik na biegunach” (muz. J. Dybek, sł. F. Serwatka) – 4:53.
11. „Dmuchawce latawce wiatr” (muz. R. Lipko, sł. M. Dutkiewicz) – 5:25.
12. „Rock and Roll” (J. Page / R. Plant / J.P. Jones / J. Bonham) – 4:02.

## Listy przebojów
| 2002 | To, co było raz | 45 |

## Teledyski
- „To, co było raz” – 2002

## Twórcy
W nagraniach koncertowych
- Urszula – śpiew
- Stanisław Zybowski – gitara
- Jarosław Chilkiewicz – gitara
- Maciej Gładysz – gitara
- Sławomir Piwowar – instrumenty klawiszowe
- Wojciech Kuzyk – gitara basowa
- Krzysztof Poliński – perkusja
- Anna Stankiewicz – wokal wspierający

- Przemysław Nowak - rejestracja nagrań koncertowych, edycja cyfrowa
- Rafał Paczkowski - miksowanie

W nagraniu utworu „To, co było raz”
- Urszula – śpiew, instrumenty perkusyjne
- Stanisław Zybowski – gitara
- Sławomir Piwowar – instrumenty klawiszowe
- Wojciech Kuzyk – gitara basowa
- Krzysztof Poliński – perkusja

- Vega Studio - produkcja muzyczna
- Przemysław Nowak - realizacja nagrań
- Rafał Paczkowski - miksowanie
- nagrań dokonano w Studio Vega
- Jacek Gawłowski (Q-SOUND) - mastering
- Hubert Skoczek - projekt graficzny
- Grzegorz Pędziński - opracowanie graficzne
- Marzena Bereściuk - projekt manager